# کیمسا چاتا (بولیوی-شیلی)
کیمسا چاتا (به اسپانیایی: Nevado Quimsachata) یک کوه در شیلی است که در شیلی واقع شده‌است. کیمسا چاتا ۶٬۰۵۲ متر بالاتر از سطح دریا واقع شده‌است.